# Bándi János
Bándi János (Budapest, 1953. augusztus 8. –) magyar operaénekes (tenor).

## Életpályája
1976 és 1981 között a Liszt Ferenc Zeneművészeti Főiskolán Révhegyi Ferencné növendéke volt. 1981 és 1987 között a Magyar Állami Operaház magánénekese volt, ahol azóta is rendszeresen fellép. Pályája kezdetén főleg lírai tenor szerepeket énekelt, majd idővel áttért a hőstenor szerepkörre. Az utóbbi években Európa szinte minden országában fellépett, de vendégszerepelt Ázsiában és Ausztráliában is. Számos lemez- és rádiófelvételen, illetve operafilmben szerepel. Az operák mellett gyakran énekli oratóriumok tenorszólamait is.

## Főbb szerepei
- Beethoven: Fidelio - Florestan
- Bizet: Carmen - Don Jose
- Csajkovszkij: Pikk dáma - Herman
- Dohnányi: A vajda tornya - Tarján
- Erkel: Dózsa György - Dózsa György
- Erkel:	Bánk bán - Bánk bán
- Janáček: Jenůfa - Laca
- Leoncavallo: Bajazzók - Canio
- Mascagni: Parasztbecsület - Turiddu
- Massenet: Werther - Werther
- Puccini: Manon Lescaut - Des Grieux
- Puccini: A köpeny - Luigi
- Puccini: Tosca - Cavaradossi
- Puccini: Turandot - Kalaf
- Verdi: Az álarcosbál - Riccardo
- Verdi: Aida - Radames
- Verdi: Otello - Otello
- Verdi:	A végzet hatalma - Alvaro
- Verdi:	A trubadúr - Manrico
- Wagner: A walkür - Siegmund
- Wagner: Tannhäuser - Tannhäuser
- Wagner: A bolygó hollandi - Erik

## Filmszerepei
- Flotow: Márta - Lyonel
- Mozart: Mirandolina (énekhang)
- Rossini: Alkalom szüli a tolvajt - Alberto
- Schubert: Három a kislány - Schubert
- Verdi: Falstaff - Fenton (énekhang)
- Vidovszky: Nárcisz és Echo

## Fontosabb lemezei
- Donizetti: Don Pasquale - Ernesto
- Carissimi: Jónás - Jónás
- Händel: Atalanta - Aminta
- Erkel: Brankovics György - Murat

## Díjai, elismerései
- Brüsszeli Énekverseny Ifjúsági kategória, I. díj (1983)
- Oláh Gusztáv-emlékplakett (1986)
- Székely Mihály-emlékplakett (2007)
- Érdemes művész (2010)[1]
- Sudlik Mária-díj (2019)
- A Magyar Érdemrend lovagkeresztje (2020)